# Antoni Eustachy Marylski-Łuszczewski
Antoni Eustachy Marylski-Łuszczewski herbu Ostoja (ur. 7 marca 1865 w Książenicach, zm. 27 maja 1932 w Warszawie) – polski ziemianin, historyk, publicysta, działacz polityczny, poseł na Sejm Ustawodawczy i I kadencji w II RP z ramienia Związku Ludowo-Narodowego.

## Życiorys
Studiował nauki rolnicze i ekonomiczne na uniwersytetach w Krakowie, Paryżu i Heidelbergu. W Krakowie studiował dodatkowo historię.
Posiadał majątek ziemski w Pęcicach k. Warszawy. Czynnie działał w organizacjach ziemiańskich - był prezesem Związku Okręgowego Centralnego Towarzystwa Rolniczego na gubernię warszawską, a także członkiem Rady Głównej i Komitetu Centralnego tej organizacji. Po wybuchu rewolucji 1905 roku organizował wraz z innymi ziemianami Związek Pracy Narodowej. Następnie przystąpił Ligi Narodowej i do Stronnictwa Narodowo-Demokratycznego. W Lidze Narodowej od 1907 roku był członkiem Komitetu Krajowego, a od 1910 członkiem Rady Głównej. Działał w Towarzystwie Oświaty Narodowej. Pisał artykuły do „Przeglądu Narodowego”, „Gazety Polskiej”, „Gazety Warszawskiej”, „Ogniska”, „Pochodni”, „Zorzy” i „Czytelni dla Wszystkich”. Redagował także czasopismo „Polak”.
Z początkiem I wojny światowej oddalił się od Ligi Narodowej. W kwietniu 1915 założyciel i członek efemerycznej Partii Narodowej, sprzeciwiającej się kierunkowi narodowo-demokratycznej polityki zagranicznej. Od 1915 roku był wiceprzewodniczącym Komitetu Obywatelskiego guberni warszawskiej. W 1916 roku był członkiem prezydium Towarzystwa Miłośników Historii. Od 1917 był członkiem i jednym z przywódców Zjednoczenia Narodowego. W 1918 roku został członkiem Rady Stanu z ramienia tzw. Międzypartyjnego Koła Politycznego. Był członkiem Rady Nadzorczej Polskiej Macierzy Szkolnej. Zasiadał także w Sejmiku Powiatowym oraz we władzach lokalnych i centralnych Rady Głównej Opiekuńczej.
Po odzyskaniu niepodległości, w 1919 roku uzyskał mandat posła na Sejm Ustawodawczy z listy nr 1 w okręgu wyborczym nr 15 (Grodzisk Mazowiecki). Zasiadał w komisjach: regulaminowej i nietykalności poselskiej, rolnej oraz wodnej, której był przewodniczącym. Reprezentował Związek Sejmowy Ludowo-Narodowy w Konwencie Seniorów. W latach 20. był członkiem Zarządu Głównego Związku Ludowo-Narodowego oraz zarządu okręgowego tej organizacji na województwo warszawskie. W 1922 roku ponownie wybrany posłem z listy nr 8 (ChZJN) w okręgu wyborczym nr 2 (Warszawa). Pracował w komisji spraw zagranicznych. W II kadencji był zaś zastępcą senatora na liście nr 24 (Lista Katolicko-Narodowa) do Senatu w woj. warszawskim. Po zakończeniu kadencji wycofał się z życia politycznego.
Zmarł 27 maja 1932 w Warszawie. Został pochowany na Cmentarzu Powązkowskim.

## Życie prywatne
Był synem Eustachego Anastazego Marylskiego, pisarza i właściciela dóbr w pow. błońskim oraz Ludgardy z Pruszyńskich. W 1887 roku został adoptowany przez przyjaciela rodziny Jana Pawła Łuszczewskiego. W 1890 w warszawskiej parafii św. Krzyża ożenił się z Wandą z domu Kozakowską. Miał czterech synów: Wojciecha Mariana, Jana Pawła (malarz), Edwarda i Antoniego Józefa (ksiądz).

## Prace
- Karol Malczewski jenerał czasów stanisławowskich (1886)
- Historia włościan w Polsce (1910, 1918)
- Polityka narodowa (1912)
- Dzieje sprawy żydowskiej w Polsce (1912)
- Od Jasnej Góry do Hellbergu (1916)
- Niemcy przed Warszawą. Epizod z wielkiej wojny (r. 1914) (1921)[2]

## Ordery i odznaczenia
- Kawaler Orderu Legii Honorowej